# Aéroport international de Monrovia-Roberts
L'aéroport international de Monrovia-Roberts (code IATA : ROB • code OACI : GLRB) est le principal aéroport international du Liberia, situé à une quarantaine de kilomètres de la capitale Monrovia. L'aéroport tient son nom de Joseph Jenkins Roberts, premier président du pays.
L'aéroport Spriggs Payne, plus proche du centre-ville, l'a remplacé pendant les années de guerre civile et dessert encore quelques liaisons internationales.

## Historique
En 1942, le Liberia signe un pacte de défense avec les États-Unis. En vue de contenir la progression des puissances de l'Axe en Afrique, l'aéroport fut construit et utilisé par l'US Air Force.

## Anecdotes
Avec sa piste de 3 400 m de long, il constituait l'une des pistes d'atterrissage de secours pour la navette spatiale américaine.

## Compagnies aériennes et destinations
| Compagnies        | Destinations                                                |
| ----------------- | ----------------------------------------------------------- |
| Air Côte d'Ivoire | Abidjan-F.-H.-Boigny                                        |
| Air Peace         | Accra-Kotoka, Lagos-Murtala Muhammed                        |
| ASKY Airlines     | Abidjan-F.-H.-Boigny, Accra-Kotoka, Banjul, Lomé-G. Eyadéma |
| Brussels Airlines | Bruxelles-National                                          |
| Kenya Airways     | Accra-Kotoka, Nairobi-J. Kenyatta                           |
| Royal Air Maroc   | Casablanca-Mohammed-V                                       |

Edité le 18/09/2021  Actualisé le 8/08/2023